# 복합 단백질

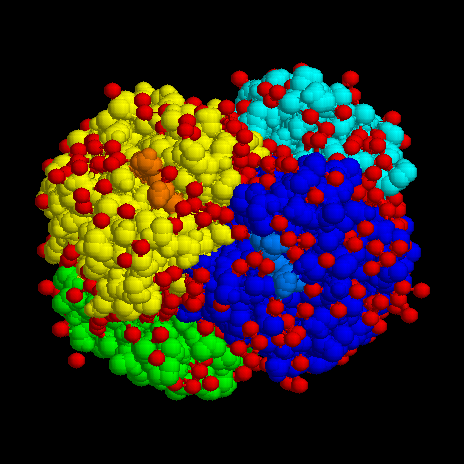
복합 단백질인 헤모글로빈: 4개의 소단위체가 서로 다른 색깔로 표시되어 있다.

헤모글로빈의 보결분자단인 헴

복합 단백질(複合蛋白質, 영어: conjugated protein)은 공유 결합 또는 약한 상호작용에 의해 부착된 다른(비폴리펩타이드) 화학 그룹과 상호작용하여 기능을 하는 단백질이다.
많은 단백질들은 아미노산만 포함하고 다른 화학 그룹은 포함하지 않으며 이를 단순 단백질(simple protein)이리고 한다. 그러나 다른 종류의 단백질은 가수분해시 아미노산 외에 다른 화학 성분들을 생성하는 데 이를 복합 단백질이라고 한다. 복합 단백질의 아미노산이 아닌 부분을 일반적으로 보결분자단이라고 한다. 대부분의 보결분자단은 비타민으로 구성된다. 복합 단백질은 보결분자단의 화학적 성질을 기준으로 분류된다.

## 예
복합 단백질의 예로는 지질단백질, 당단백질, 핵단백질, 인단백질, 헴단백질, 플라보단백질, 금속단백질, 피토크롬, 사이토크롬, 옵신 및 색소단백질이 있다.

### 헤모글로빈
헤모글로빈에는 헴이라고 알려진 보결분자단이 포함되어 있다. 각 헴기에는 산소 분자(O2)와 배위 결합을 형성하는 철 이온(Fe2+)이 포함되어 있어 헤모글로빈이 혈류를 통해 산소를 운반할 수 있다. 헤모글로빈의 4개의 소단위체는 각각 보결분자단인 헴기를 갖고 있기 때문에 헤모글로빈은 4개의 산소 분자를 운반할 수 있다.

### 당단백질
당단백질은 복합 단백질 중 일반적으로 가장 크고 가장 풍부한 부류이다. 당단백질은 당질피질을 구성하는 세포 표면 막의 당단백질부터 백혈구에 의해 생성되는 중요한 항체에 이르기까지 그 종류가 다양하다.
화학 합성 다당류-단백질 접합체는 식품 산업, 백신 및 약물 전달 시스템에 사용되었다. 이는 생분해되지 않는 고분자량의 폴리에틸렌 글리콜(PEG)이 건강 문제를 일으키는 PEG-단백질 약물에 대한 유망한 대안이다.

## 같이 보기
- 단백질